# Willy Braillard

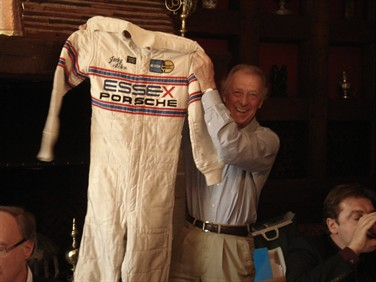
Willy Braillard mit einem Rennoverall seines Landsmanns Jacky Ickx 2014

Willy Braillard (* 12. Mai 1946 in Uccle) ist ein belgischer Unternehmer und ehemaliger Autorennfahrer.

## Unternehmer
Willy Braillard war in den 1960er-Jahren Verkaufsleiter bei SA Fina, einem belgischen Mineralölunternehmen.  Er leitete das Vertriebsnetz und war für die Betreuung der Tankstellenpächter verantwortlich. 1973 wechselte er zum Verlag Marabout und war dort für den Versandhandel – ab 1976 als Direktor – zuständig. 
1980 machte er sich selbständig. Willy Baillard war das erste Adresshandel- und Dateiverwaltungsunternehmen Belgiens. Baillard hatte verschiedene Funktionen bei internationalen Marketingverbänden inne. So war er von 1989 bis 1996 Vizepräsident der European Direct Marketing Association. Ab 1994 bekleidete er für viele Jahre dieselbe Funktion im belgischen Verband.

## Karriere als Rennfahrer
Die Fahrerkarriere von Willy Braillard begann 1969 in der Formel V und führte über den Tourenwagen zum Sportwagensport. Seinen ersten internationalen Erfolg feierte er mit dem vierten Gesamtrang beim 24-Stunden-Rennen von Spa-Francorchamps 1969. Zwei weitere Ergebnisse im Spitzenfeld bei diesem Rennen erreichte er mit den fünften Rängen 1972 und 1978. Viermal ging er beim 24-Stunden-Rennen von Le Mans an den Start, konnte sich aber bei keinem Einsatz klassieren.

## Statistik

### Le-Mans-Ergebnisse
| Jahr | Team              | Fahrzeug     | Teamkollege       | Teamkollege        | Teamkollege   | Platzierung | Ausfallgrund       |
| ---- | ----------------- | ------------ | ----------------- | ------------------ | ------------- | ----------- | ------------------ |
| 1970 | Jean-Pierre Gaban | Porsche 911S | Jean-Pierre Gaban |                    |               | Ausfall     | Getriebeschaden    |
| 1971 | Jean-Pierre Gaban | Porsche 911S | Jean-Pierre Gaban |                    |               | Ausfall     | Getriebeschaden    |
| 1977 | Nicolas Koob      | Porsche 934  | Nicolas Koob      | Guillermo Ortega   |               | Ausfall     | Zylinder überhitzt |
| 1978 | Ravenel Fréres    | Porsche 934  | Philippe Dagoreau | Jean-Louis Ravenel | Jacky Ravenel | Ausfall     | Benzinpumpe        |

### Einzelergebnisse in der Sportwagen-Weltmeisterschaft
| Saison | Team              | Rennwagen          | 1   | 2   | 3   | 4   | 5   | 6   | 7   | 8   | 9   | 10  | 11  | 12  | 13  |
| ------ | ----------------- | ------------------ | --- | --- | --- | --- | --- | --- | --- | --- | --- | --- | --- | --- | --- |
| 1970   | Jean-Pierre Gaban | Porsche 911        | DAY | SEB | BRH | MON | TAR | SPA | NÜR | LEM | WAT | ZEL |     |     |     |
| 1970   | Jean-Pierre Gaban | Porsche 911        |     |     |     |     |     | DNF |     | DNF |     |     |     |     |     |
| 1971   | Jean-Pierre Saban | Porsche 911        | BUA | DAY | SEB | BRH | MON | SPA | TAR | NÜR | LEM | ZEL | WAT |     |     |
| 1971   | Jean-Pierre Saban | Porsche 911        |     |     |     |     |     | 14  |     |     | DNF |     |     |     |     |
| 1974   | Jean-Pierre Saban | Porsche Carrera RS | MON | SPA | NÜR | IMO | LEM | ZEL | WAT | LEC | BRH | KYA |     |     |     |
| 1974   | Jean-Pierre Saban | Porsche Carrera RS | 14  |     |     |     |     |     |     |     |     |     |     |     |     |
| 1975   | Chappée R.T.S.    | Lola T284          | DAY | MUG | DIJ | MON | SPA | PER | NÜR | ZEL | WAT |     |     |     |     |
| 1975   | Chappée R.T.S.    | Lola T284          |     | DNF |     |     |     |     |     |     |     |     |     |     |     |
| 1978   | Ravenel Fréres    | Porsche 934        | DAY | SEB | MUG | TAL | DIJ | SIL | NÜR | LEM | MIS | DAY | WAT | VAL | ROD |
| 1978   | Ravenel Fréres    | Porsche 934        |     |     |     |     | DNF |     |     |     |     |     |     |     |     |